# Toronyai-hágó
A Toronyai-hágó (ukránul Торунський перевал [Torunyszkij pereval]) a Keleti-Kárpátok egyik hágója a verhovinai vízválasztón, mely a Kárpátontúli terület és az Ivano-frankivszki terület határán, Toronya és Viskiv települések között helyezkedik el.

## Fekvése
A Keleti-Kárpátok gerincén, a Mizunka és a Nagy-ág völgye között helyezkedik el. Tengerszint feletti magassága 931 méter. A hágón halad keresztül az R21 jelzésű Dolina–Huszt autóút.

## Történelmi szerepe
A két világháború idején súlyos harcokat vívtak a hágó környékén. A  hágó területe a második világháború idején az Szent László-állás részét képezte.